# Ludmila Christeseva

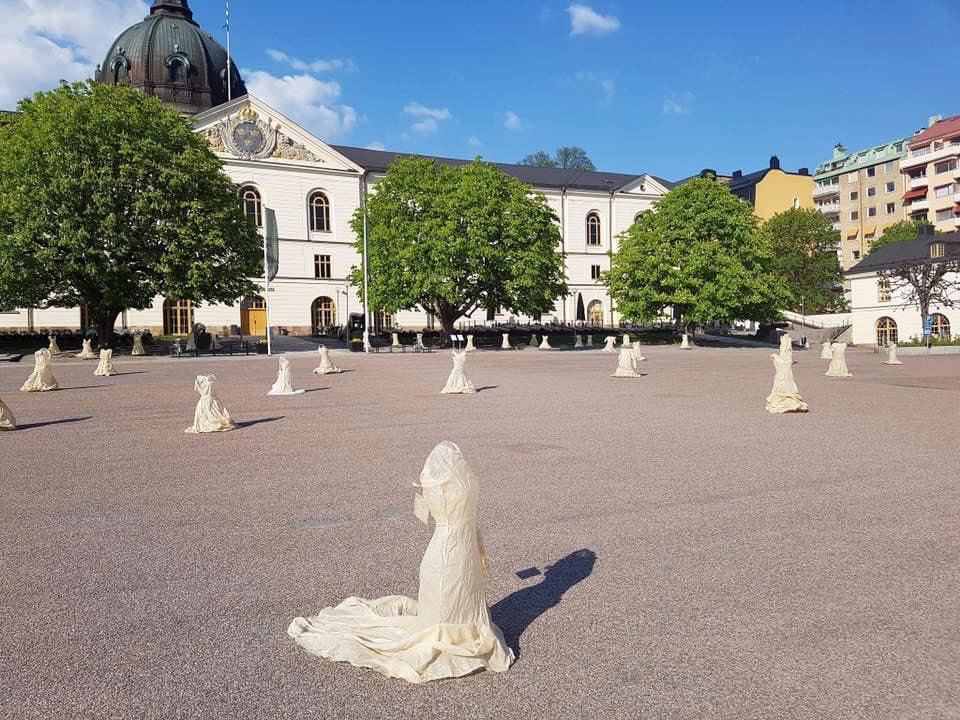
Wystawa Christesevej, Muzeum Armii w Sztokholmie (2016)

Ludmila Christeseva (także jako L. Christeseva, biał. Людміла Хрысцесева, transl. Ludmiła Chrysciesiewa) (ur. 1978 w Mohylewie) – szwedzka artystka wizualna pochodzenia białoruskiego.
W 2001 roku ukończyła studia na wydziale artystycznym Politechniki Witebskiej. Następnie przeniosła się do Szwecji, gdzie dołączyła do zespołu projektanta mody Larsa Wallina oraz otrzymała dyplomy Uniwersytetu w Sztokholmie oraz sztokholmskiej uczelni artystycznej Konstfack.
Wystawiała m.in. w Galerii Kulanszi Pałacu Pokoju i Pojednania w Astanie (6–25 czerwca 2015: wystawa Sustainidentity), w Muzeum Armii w Sztokholmie (9–18 maja 2016: instalacja Kriget har inget kvinnligt ansikte – Wojna nie ma w sobie nic z kobiety – o tytule nawiązującym do książki Swiatłany Aleksijewicz) oraz w Muzeum Nordyckim (29 sierpnia 2017 – 4 marca 2018: instalacja A Toile).